# 米凱爾·瓦格莫特
米凱爾·瓦格莫特（Michael Wolgemut，1434年—1519年11月30日）是德意志画家和版画家，他曾在纽伦堡经营着一家藝術工作室。1486年至1489年間，阿尔布雷希特·丢勒在米凱爾·瓦格莫特的工作室內學習，並成為瓦格莫特的一位學徒。